# De liefdesboodschapper
De liefdesboodschapper (Duits: Der Liebesbote) is een schilderij van Pieter de Hooch dat hij rond 1675 maakte. Sinds 1888 maakt het deel uit van de collectie van de Hamburger Kunsthalle.

## Voorstelling
Op het schilderij is een man te zien die zojuist een welgesteld huis is binnengegaan. Met gebogen hoofd biedt hij een jonge vrouw een brief aan. De dame is gekleed in een rijk versierde gele jurk van zijde en houdt onder haar linkerarm een hondje vast. Naast haar staat nog een hond die de bezoeker waakzaam bekijkt. Door een open deur, een typisch kenmerk van de werken van De Hooch, kan in een tweede ruimte gekeken worden. Net als de vestibule heeft deze kamer een zwart-witte tegelvloer, nog een terugkerend element bij de schilder. Misschien is de vrouw opgestaan van het virginaal dat achterin de ruimte staat. Door de buitendeur is een gracht met een rij huizen te zien. Het rood van de stoelen, het geel van de jurk en het blauw van de mantel van de man zijn de belangrijkste kleuraccenten in het schilderij.
Waarschijnlijk overhandigt de man een liefdesbrief in opdracht van zijn heer. Deze betekenis van het schilderij wordt door verschillende elementen onderstreept, zoals het fallussymbool op de deur. Het erotische schilderij rechtsboven stelt Lot en zijn dochters voor. De Hooch gebruikte hiervoor een deel van een gravure van Jan Saenredam naar een schilderij van Hendrick Goltzius als voorbeeld. 
In de periode rond 1670 werkte De Hooch in Amsterdam. Daar schilderde hij meer werken waarop een brief overhandigd wordt. Waarschijnlijk had Gerard ter Borch dit thema geïntroduceerd. 

## Herkomst
De herkomst van het schilderij is niet volledig bekend. Het is vaak in andere handen overgegaan, maar heeft in ieder geval de volgende eigenaars gehad:
- tot 1809: Johannes Caudri, Amsterdam, boekhouder van de VOC.
- tot 1825: M. Lapeyrière, Parijs
- tot 1847: S. A. Koopman, Utrecht
- tot 1850: M. T. Schwelling, Aken
- minstens vanaf 1861: Nicolaus Hudtwalcker, Hamburg, verzekeringsmagnaat en kunstverzamelaar.
- vanaf 1863: Johannes Wesselhoeft, Hamburg; hij erfde het schilderij van zijn oom Nicolaus Hudtwalcker.
- 1888: aankoop door de Hamburger Kunsthalle.

## Afbeeldingen

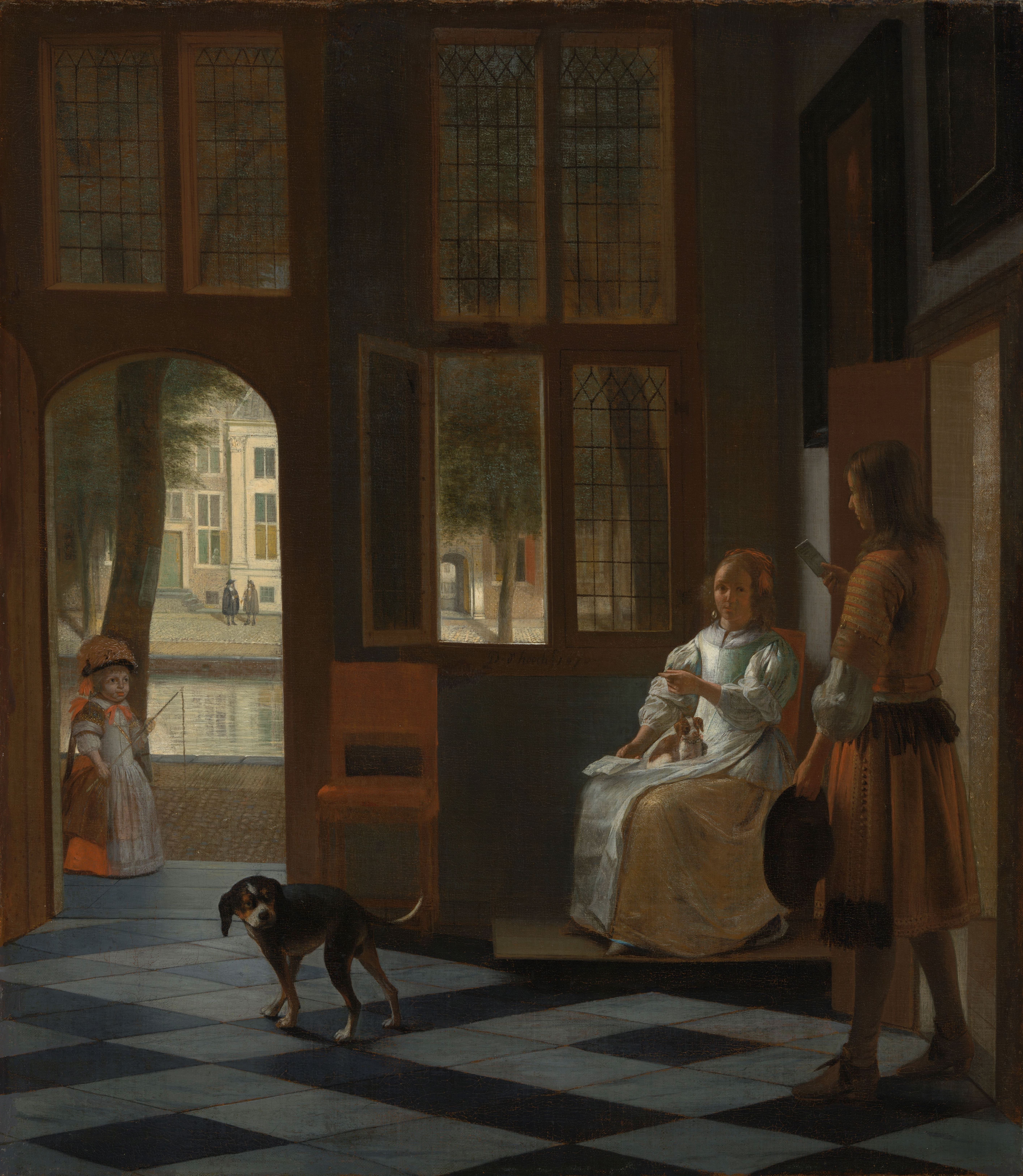
Het aanreiken van een brief in een voorhuis (1670)
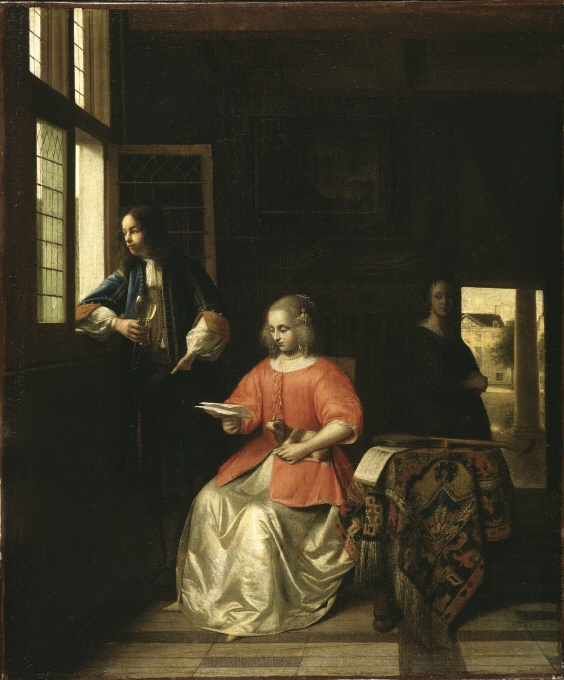
Brieflezende vrouw en man bij venster in een interieur (1668-70)